# Шихаллионский эксперимент

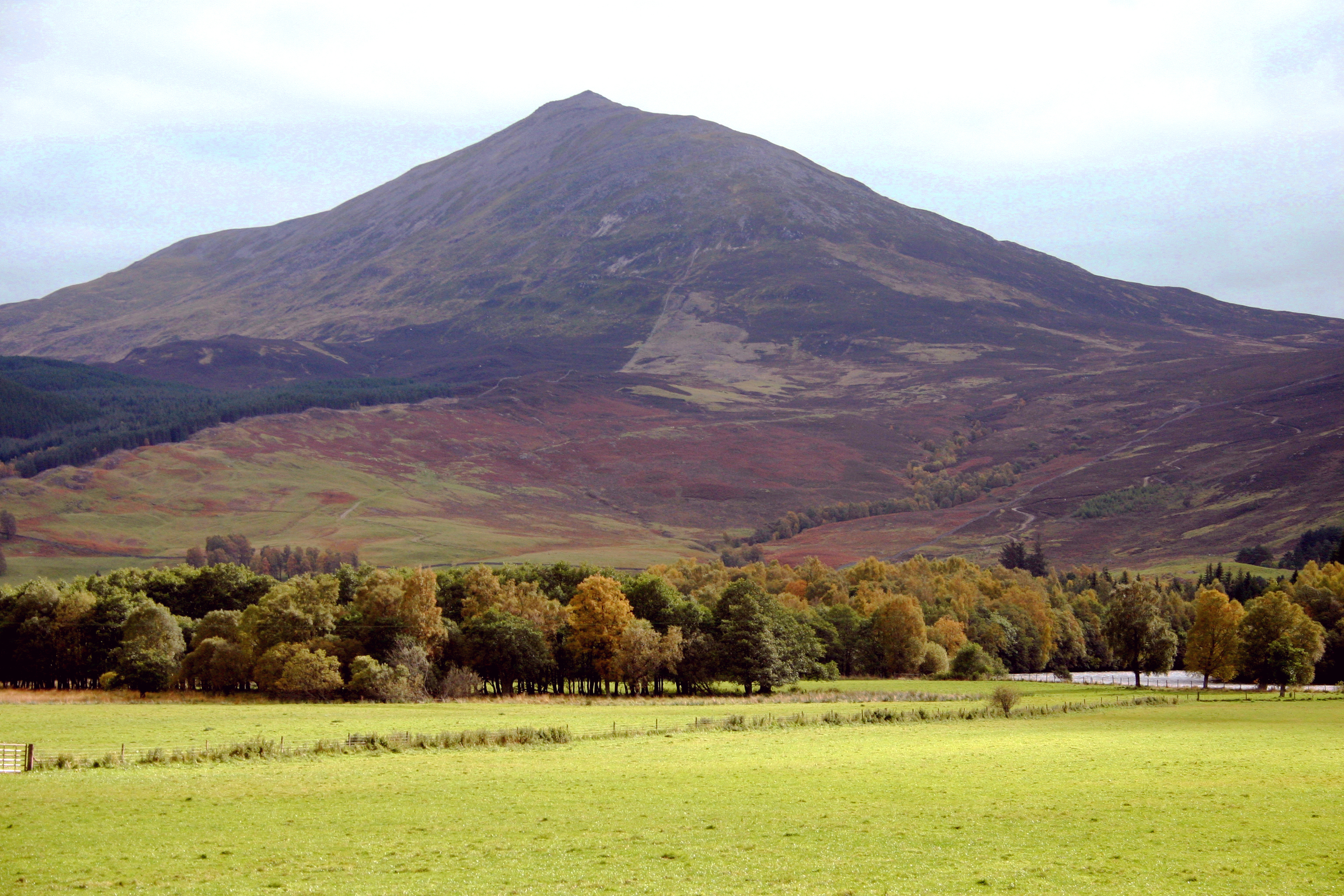
Изолированное положение Шихаллиона и симметричная форма хорошо подходили для эксперимента.

Шихаллионский эксперимент (англ. Schiehallion experiment) — эксперимент с целью определения средней плотности Земли, проведённый летом 1774 года в районе шотландской горы Шихаллион в Пертшире при финансовой поддержке гранта Лондонского королевского общества. Эксперимент включал измерение малых отклонений от вертикали подвеса маятника из-за гравитационного притяжения близлежащей горы. Шихаллион считался идеальным местом после поиска гор-кандидатов благодаря своей изоляции и почти симметричной форме.
Постановка эксперимента ранее рассматривалась Исааком Ньютоном как практическая демонстрация его теории гравитации, но он выразил сомнения в достаточной точности измерений. Группа учёных, в частности королевский астроном Невил Маскелайн, были убеждёны, что эффект можно обнаружить, и Маскелайн взялся за проведение опыта. Угол отклонения зависел от относительных плотностей и объёмов Земли и горы: если можно было определить плотность и объём Шихаллиона, то можно было определить и плотность Земли. Эта величина также даёт приблизительные значения для плотностей других планет, их спутников и Солнца, которые ранее были известны только с точки зрения их соотношений.

## Предыстория
В центрально-симметричном гравитационном поле отвес маятника располагается вертикально, то есть по направлению к центру Земли (на полюсах). Однако если поблизости находится объект достаточно большой массы, выступающий над сферической поверхностью, такой как гора (либо подземная область с повышенной плотностью — гравитационная аномалия), её гравитационное притяжение должно немного отклонить отвес маятника от истинного положения. Изменение угла отвеса относительно положения известного объекта, например звезды, можно было тщательно измерить на противоположных сторонах горы. Если бы масса горы могла быть установлена независимо от определения её объёма и оценки средней плотности её горных пород, то эти значения можно было бы экстраполировать для получения средней плотности Земли и, соответственно, её массы.
Исаак Ньютон рассматривал это отклонение маятника в «Началах», но пессимистично полагал, что любая настоящая гора будет создавать слишком малое измеримое отклонение. Он писал, что гравитационные эффекты заметны только в планетарном масштабе. Пессимизм Ньютона был необоснованным: хотя его расчёты предполагали отклонение менее 20 угловых секунд (для идеализированной 5-километровой горы), этот угол, хотя и очень небольшой, был в пределах теоретических возможностей инструментов того времени.
Эксперимент по проверке идеи Ньютона подтвердил бы его закон всемирного тяготения, а также позволил бы оценить массу и плотность Земли. Поскольку массы астрономических объектов были известны только с точки зрения относительных величин, знание массы Земли дало бы разумную оценку значений масс для других планет, их лун и Солнца. Данные также позволили определить значение гравитационной постоянной Ньютона G, хотя это и не было целью экспериментаторов, поскольку ссылки на значение G появятся в научной литературе только спустя почти сто лет.

## Выбор горы

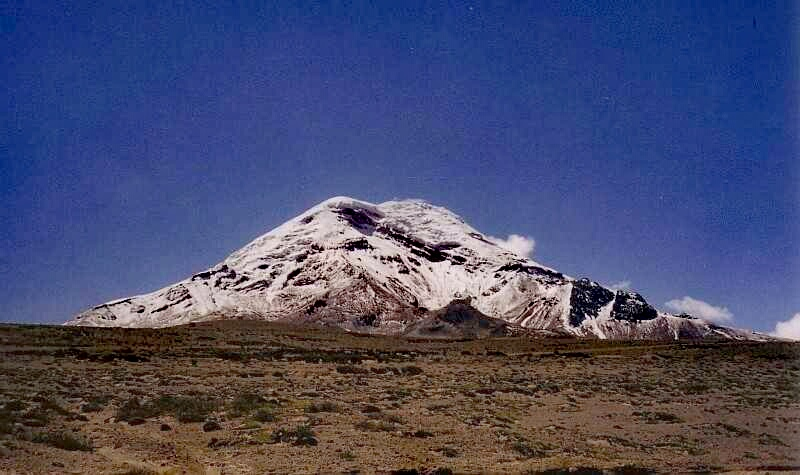
Чимборасо, субъект французского эксперимента 1738 года.

### Чимборасо, 1738 год
В 1738 году французские астрономы Пьер Бугер и Шарль Мари де ла Кондамин были первыми, кто попытался провести эксперимент, используя вулкан Чимборасо высотой 6268 метров (20 564 футов), расположенный в аудиенсии Кито вице-королевства Перу  (на территории нынешней провинции Чимборасо в Республике Эквадор). Их экспедиция отправилась из Франции в Южную Америку в 1735 году, чтобы измерить длину дуги меридиана в один градус широты вблизи экватора, но они воспользовались возможностью, чтобы попытаться провести эксперимент с отклонением подвеса маятника. В декабре 1738 году в очень сложных условиях местности и климата они провели пару измерений на высотах 4680 и 4340 м. Бугер писал в статье 1749 года, что им удалось обнаружить отклонение на 8 секунд дуги, но он преуменьшил значение их результатов, предполагая, что эксперимент лучше проводить в более лёгких условиях во Франции или Англии. Он добавил, что эксперимент, по крайней мере, доказал, что Земля не может быть полой оболочкой, как предполагали некоторые мыслители того времени, в том числе Эдмонд Галлей.

### Шихаллион, 1774 год

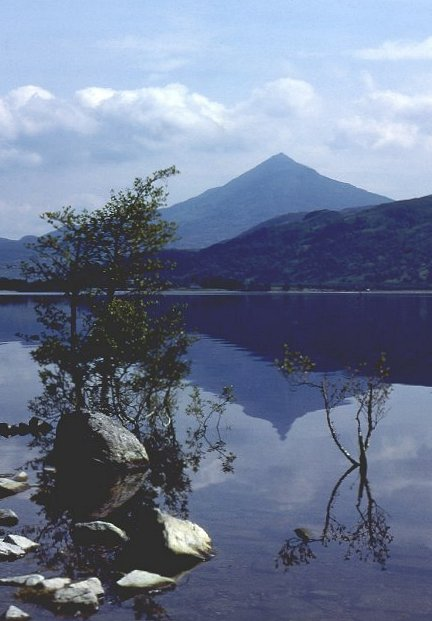
Симметричный хребет Шихаллион, вид через Лох-Раннох.

Между 1763 и 1767 годами во время землемерных экспедиций по исследованию линии Мейсона — Диксона между штатами Пенсильвания и Мэриленд британские астрономы обнаружили гораздо больше систематических и неслучайных ошибок в своих измерениях, чем можно было ожидать, что увеличило сроки работ. Когда эта информация дошла до членов Королевского общества, Генри Кавендиш понял, что это явление могло быть связано с гравитационным притяжением близлежащих гор Аллегейни, которое, вероятно, отклонило отвесные линии теодолитов и жидкости внутри спиртовых уровней.
Вдохновлённый этой новостью, королевский астроном Невил Маскелайн предложил Королевскому обществу повторить эксперимент по определению массы Земли в 1772 году. Он предположил, что эксперимент «сделает честь нации, которая его выполнит» и предложил гору Уэрнсайд в Йоркшире, или гору Бленката в массиве Скиддо в графстве Камберленд в качестве подходящих целей. Королевское общество сформировало Комитет по привлечению (англ. the Committee of Attraction) для рассмотрения этого вопроса, назначив Маскелина, Джозефа Бэнкса и Бенджамина Франклина его членами. Комитет отправил астронома и геодезиста Чарльза Мейсона найти подходящую гору.
После продолжительных поисков летом 1773 года Мейсон сообщил, что лучшим кандидатом был Шихаллион (тогда он назывался Schehallien) — пик, лежащий между озерами Лох-ей и Лох-Раннох в центральном Северо-Шотландском нагорье. Гора стояла изолированно от любых близлежащих холмов, что уменьшало их гравитационное влияние, а её симметричные восточный и западный гребни упрощали расчёты. Его крутые северный и южный склоны позволили бы провести эксперимент близко к его центру масс, максимизировав эффект отклонения. По совпадению, вершина находится почти точно в центре Шотландии по широте и долготе.
Мейсон отказался выполнять работу сам за предложенную комиссию в одну гинею в день, поэтому эта задача выпала на долю Маскелина, за что ему был предоставлен временный отпуск с должности Королевского астронома. Ему помогали в этой задаче математик и геодезист Чарльз Хаттон и математик из Королевской Гринвичской обсерватории Ройбен Бёрроу. Для строительства обсерваторий для астрономов и оказания помощи в съёмке была привлечена рабочая сила. Научная группа была особенно хорошо оснащена: её астрономические инструменты включали латунный квадрант из экспедиции Кука по прохождению Венеры по диску Солнца (1769 год), а также зенитный телескоп и регулятор (точные маятниковые часы) для хронометража астрономических наблюдений. Они также приобрели теодолит и цепь Гюнтера для съёмки горы и пару барометров для измерения высоты. Щедрое финансирование эксперимента было доступно из-за недорасхода на экспедицию по наблюдению транзита Венеры по диску Солнца, которая была поручена Обществу королём Георгом III.

## Измерения

### Астрономические

Отклонение — это разница между истинным зенитом Z как определено астрометрией, и видимым зенитом Z′ как определено по отвесу.

К северу и югу от горы были построены обсерватории, а также помещение для размещения оборудования и проживания учёных. Руины этих построек остались на склоне горы. Большая часть рабочей силы размещалась в грубых брезентовых палатках. Астрономические измерения Маскелина провели первыми. Ему было необходимо определить зенитные расстояния по линии отвеса для набора звёзд в точное время, когда каждая из них проходила направление строго на юг (астрономическую широту). Погодные условия часто были неблагоприятными из-за тумана и дождя. Однако из южной обсерватории ему удалось провести 76 измерений 34 звёзд в одном направлении, а затем 93 наблюдения 39 звёзд в другом. С северной стороны он провёл серию из 68 наблюдений за 32 звёздами и серию из 100 наблюдений за 37 звёздами. Проведя серию измерений с плоскостью зенитного сектора (зенит-телескоп), обращённой сначала на восток, а затем на запад, он успешно избежал каких-либо систематических ошибок, возникающих при коллимации сектора.
Чтобы определить отклонение отвеса из-за присутствия горы, необходимо было учесть кривизну Земли: наблюдатель, движущийся на север или юг, увидит смещение местного зенита на тот же угол, что и любое изменение геодезической широты. После учёта наблюдаемых эффектов, таких как прецессия, аберрация света и нутация, Маскелин показал, что разница между локально определённым зенитом для наблюдателей к северу и югу от Шихаллиона составляет 54,6". После того, как геодезическая группа предоставила разницу в 42,94" широты между двумя станциями, он смог вычесть эти значения и после округления до точности своих наблюдений объявить, что сумма северного и южного отклонений составляет 11,6″.
Маскелин опубликовал свои первоначальные результаты в Philosophical Transactions of the Royal Society в 1775 году, используя предварительные данные о форме горы и, следовательно, о положении её центра тяжести. Это дало оценку ожидаемого отклонения в 20,9″, если бы средние плотности Шихаллиона и Земли были равны. Поскольку отклонение было примерно вдвое меньше, он смог сделать предварительное заявление о том, что средняя плотность Земли примерно вдвое больше, чем у Шихаллиона. Для получения более точного значения необходимо было дождаться завершения процесса геодезической съемки.
Маскелин воспользовался возможностью и отметил, что Шихаллион проявлял гравитационное притяжение как и все горы, и что ньютоновский закон обратных квадратов всемирного тяготения получил подтверждение. Благодарное Королевское общество вручило Маскелину медаль Копли 1775 года; биограф Чалмерс позже заметил, что «если ещё оставались какие-то сомнения относительно истинности ньютоновской системы, теперь они полностью устранены».

### Геодезические
Работе геодезической группы сильно мешала ненастная погода, и на выполнение задачи ушло время до 1776 года. Чтобы найти объём горы, нужно было разделить её на набор вертикальных призм и вычислить объём каждой. Задача триангуляции, выпавшая на долю Чарльза Хаттона, была серьёзной: геодезисты получили тысячи пеленгов более чем в тысяче точек вокруг горы. К тому же вершины его призм не всегда удобно совпадали с измеряемыми высотами. Чтобы разобраться во всех своих данных, ему пришла в голову идея интерполировать серию линий через заданные интервалы между его измеренными значениями, отмечая точки одинаковой высоты. При этом он не только мог легко определить высоту своих призм, но и по кривизне линий можно было получить мгновенное представление о форме местности. Таким образом, Хаттон использовал контурные линии, которые стали широко использоваться с тех пор для изображения картографического рельефа.
| Тело     | Плотность, кг·м −3 | Плотность, кг·м −3   |
| Тело     | Хаттон, 1778 г.    | Современное значение |
| -------- | ------------------ | -------------------- |
| Солнце   | 1100               | 1408                 |
| Меркурий | 9200               | 5427                 |
| Венера   | 5800               | 5204                 |
| Земля    | 4500               | 5515                 |
| Луна     | 3100               | 3340                 |
| Марс     | 3300               | 3934                 |
| Юпитер   | 1100               | 1326                 |
| Сатурн   | 410                | 687                  |

Хаттон должен был вычислить индивидуально притяжение для каждой из множества призм, образующих полную сетку, — процесс, который был таким же трудоёмким, как и само исследование. Эта задача отняла у него ещё два года, прежде чем он смог представить свои результаты в стостраничной статье для Королевского общества в 1778 году. Он обнаружил, что притяжение отвеса к Земле было бы в 9933 раза больше, чем сумма его притяжений к горе на северной и южной обсерваториях, если бы плотности Земли и Шихаллиона были одинаковы. Поскольку фактическое отклонение в 11,6″ подразумевало пропорцию 17 804:1 после учёта влияния широты на гравитацию, он смог заявить, что Земля имеет среднюю плотность {\displaystyle {\tfrac {17,804}{9,933}}}, или около {\displaystyle {\tfrac {9}{5}}} плотности горы. Таким образом, длительный процесс обследования горы не сильно повлиял на результаты расчётов Маскелина. Хаттон взял плотность горы 2,500 кг·м−3 и объявил, что плотность Земли равна {\displaystyle {\tfrac {9}{5}}} от неё или 4,500 кг·м−3. По сравнению с принятой в настоящее время цифрой 5,515 кг·м−3, плотность Земли вычислена с погрешностью менее 20 %.
То, что средняя плотность Земли должна настолько сильно превышать плотность её поверхностных пород, естественно, означало, что более плотный материал должен лежать глубже. Хаттон правильно предположил, что материал ядра, вероятно, был металлическим и мог иметь плотность 10,000 кг·м−3. По его оценке, эта металлическая часть занимает около 65 % диаметра Земли. Зная значение средней плотности Земли, Хаттон смог установить некоторые значения для планетарных таблиц Жерома Лаланда, которые ранее могли выражать плотности только основных объектов Солнечной системы в относительных единицах.

## Последующие эксперименты
Более точное измерение средней плотности Земли было проделано спустя 24 года после шихаллионского эксперимента, когда в 1798 году Генри Кавендиш использовал исключительно чувствительные крутильные весы для измерения притяжения между большими свинцовыми шарами. Значение Кавендиша равное 5,448 ± 33 кг·м−3 отличалась всего на 1,2 % от принятого в настоящее время значения 5,515 кг·м−3; его результат не был значительно улучшен вплоть до измерений Чарльза Бойса в 1895 году. Тщательность, с которой Кавендиш провёл эксперимент, и точность его результатов привели к тому, что с тех пор именно его имя стало ассоциироваться с первым измерением плотности Земли.
Джон Плейфэр провёл второе геодезическое исследование Шихаллиона в 1811 году; на основе переосмысления распределения пластов горных пород он предложил плотность от 4560 до 4,870 кг·м−3. Пожилой Хаттон энергично отстаивал первоначальное значение в статье 1821 года, но расчёты Плейфэра приблизили плотность к её современному значению, хотя всё ещё были слишком низкими и значительно хуже, чем продемонстрированные Кавендишем несколькими годами ранее.

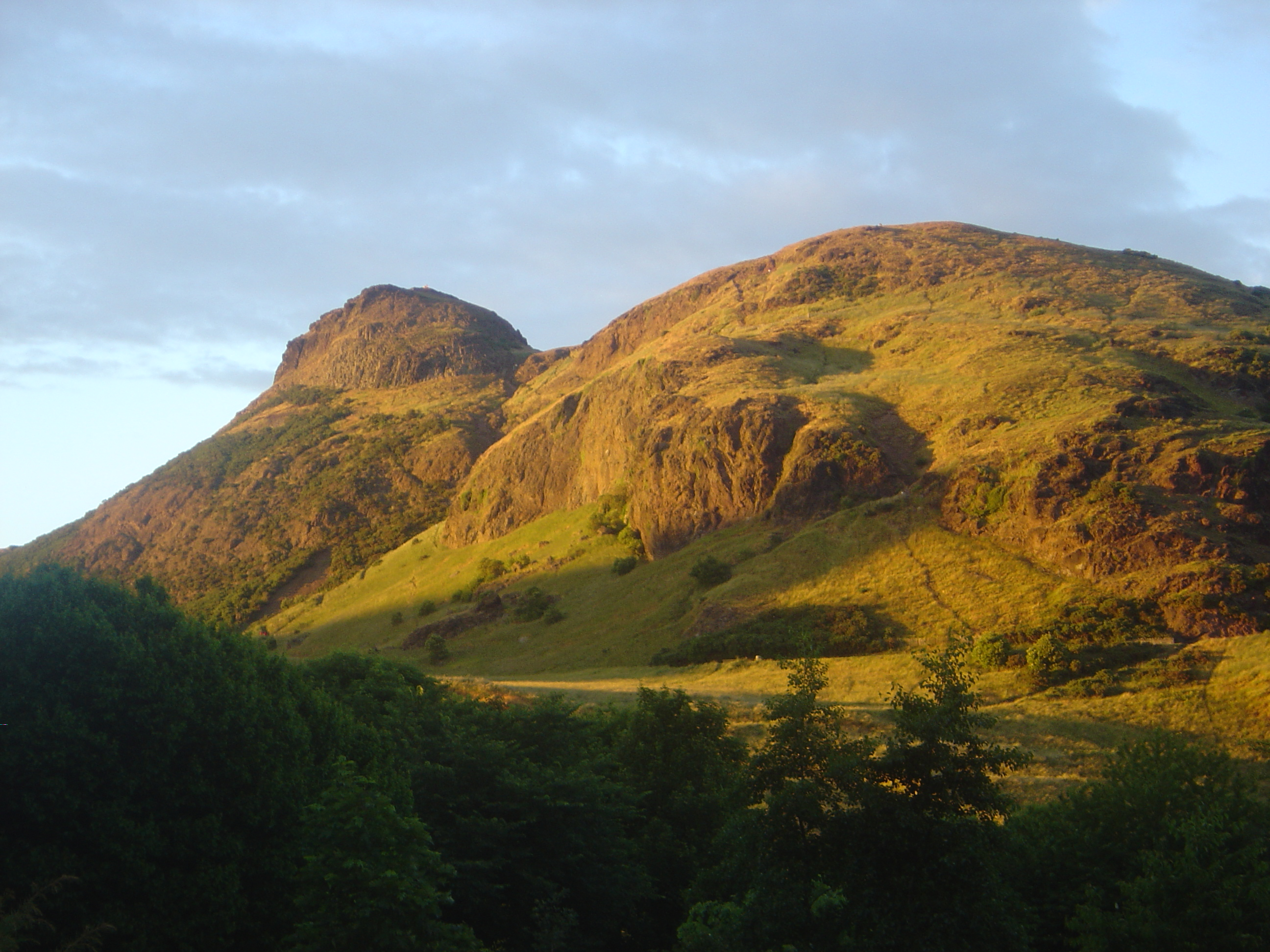
Трон Артура — место проведения эксперимента Генри Джеймса 1856 года.

Шихаллионский эксперимент был повторён в 1856 году Генри Джеймсом — генеральным директором Топографической службы, который вместо горы использовал холм Трон Артура в центре Эдинбурга. Имея в своём распоряжении ресурсы Службы артиллерийского вооружения, Джеймс расширил свою топографическую съемку до 21-километрового радиуса, доведя её до границ Мидлотиана. Он получил плотность около 5,300 кг·м−3.
В эксперименте 2005 года была предпринята попытка улучшить работу 1774 года: вместо вычисления локальных различий в зените в эксперименте было проведено очень точное сравнение периода маятника вверху и внизу Шихаллиона. Период маятника зависит от g, местного ускорения силы тяжести. Ожидалось, что маятник будет двигаться медленнее на высоте, но масса горы уменьшит эту разницу. Этот опыт имеет то преимущество, что его значительно легче провести, чем опыт 1774 года, но для достижения желаемой точности необходимо измерить период маятника с точностью до одной миллионной доли. Этот эксперимент дал значение массы Земли 8.1 ± 2.4 × 1024 кг, что соответствует средней плотности 7,500 ± 1,900 кг·м−3. 
Современная повторная проверка геофизических данных позволила учесть факторы, недоступные группе 1774 года. Благодаря цифровой модели рельефа радиусом 120 км, значительному расширению знаний о геологии Шихаллиона и компьютерным вычислениям, в работе 2007 года была получена средняя плотность Земли 5,480 ± 250 кг·м−3. Это находится близко к современному значению 5,515 кг·м−3, что свидетельствует о точности астрономических наблюдений Маскелина.

## Математическая процедура

Диаграмма силы, действующая со стороны Шихаллиона на маятник.

Силовая диаграмма, показанная справа, изображает отклонение маятника не в масштабе. Современный математический анализ упрощён за счёт рассмотрения притяжения только с одной стороны горы. Отвес массы m находится на расстоянии d от P — центра масс горы массой MM и плотностью ρM. Он отклоняется на небольшой угол θ из-за его притяжения F к P и его веса W, направленного к Земле. Векторная сумма W и F создаёт натяжение T в струне маятника. Земля имеет массу ME, радиус rE и плотность ρE.
Две гравитационные силы, действующие на отвес, определяются законом всемирного тяготения Ньютона:
{\displaystyle F={\frac {GmM_{M}}{d^{2}}},\quad W={\frac {GmM_{E}}{r_{E}^{2}}}\,,}
где G — гравитационная постоянная Ньютона. G и m можно исключить, взяв отношение F к W:
{\displaystyle {\frac {F}{W}}={\frac {GmM_{M}/d^{2}}{GmM_{E}/r_{E}^{2}}}={\frac {M_{M}}{M_{E}}}\left({\frac {r_{E}}{d}}\right)^{2}={\frac {\rho _{M}}{\rho _{E}}}{\frac {V_{M}}{V_{E}}}\left({\frac {r_{E}}{d}}\right)^{2}\,,}
где VM и VE — объёмы горы и Земли. При статическом равновесии горизонтальную и вертикальную составляющие натяжения струны T можно связать с гравитационными силами и углом отклонения θ:
{\displaystyle W=T\cos \theta ,\quad F=T\sin \theta \,.}
Подставляя T:
{\displaystyle \tan \theta ={\frac {F}{W}}={\frac {\rho _{M}}{\rho _{E}}}{\frac {V_{M}}{V_{E}}}\left({\frac {r_{E}}{d}}\right)^{2}\,.}
Поскольку VE, VM и rE известны, θ измерено и d вычислено, то значение отношения ρE : ρM можно получить в виде:
{\displaystyle {\frac {\rho _{E}}{\rho _{M}}}={\frac {V_{M}}{V_{E}}}\left({\frac {r_{E}}{d}}\right)^{2}{\frac {1}{\tan \theta }}\,.}

## Комментарии
1. ↑  Во время пьяной вечеринки, посвящённой окончанию съемки, северная обсерватория случайно сгорела дотла, забрав с собой скрипку, принадлежавшую Дункану Робертсону, младшему члену исследовательской группы. В благодарность за развлечение, которое игра Робертсона доставляла Маскелину в течение четырёх месяцев астрономических наблюдений, он компенсировал его, заменив потерянную скрипку той, которая теперь называется The Yellow London Lady'"`UNIQ--ref-00000024-QINU`"'.
2. ↑  Значения Хаттона выражаются в виде обыкновенных дробей, кратных плотности воды, например, для Марса '"`UNIQ--math-00000026-QINU`"'. Здесь они выражены как целое число из двух значащих цифр, умноженное на плотность воды 1000 кг·м−3'"`UNIQ--ref-00000027-QINU`"'.
3. ↑  Значение '"`UNIQ--templatestyles-0000002E-QINU`"'5,480 кг·м−3 появляется в статье Кавендиша. Однако он допустил арифметическую ошибку: его измерения фактически привели к значению '"`UNIQ--templatestyles-0000002F-QINU`"'5,448 кг·м−3; несоответствие, которое было обнаружено в 1821 году Фрэнсисом Бейли'"`UNIQ--ref-00000030-QINU`"'.
4. ↑  Приняв объём Земли за '"`UNIQ--templatestyles-00000038-QINU`"'1.0832 × 1012 км3'"`UNIQ--ref-00000039-QINU`"'.